# Musée Mario-Praz
Le musée Mario-Praz (en italien : Museo Mario Praz) est un musée de Rome, en Italie, situé 1 via Giuseppe Zanardelli et consacré à la collection de Mario Praz.

## Présentation et histoire
Le musée est situé au troisième étage du palais Primoli. Il s'agit d'une maison-musée qui présente plus de 1 200 objets, datés de la fin du XVIIIe siècle et la première moitié du XIXe siècle, acquis dans toute l'Europe et collectionnés par Mario Praz, tout au long de sa vie. Il a vécu à cette adresse de 1969 à sa mort en 1982.
Le musée présente du mobilier anglais, des bronzes français, des objets en malachites de Russie, des cristaux de Bohême, de la porcelaine allemande, des vues de nombreuses villes italiennes et européennes, des portraits de familles régnantes, par exemple les Bourbons et Bonaparte et ceux de beaucoup d'individus inconnus qui vivaient au XIXe siècle.
La collection a été acquise pour 2,1 milliards de lires italiennes et est entreposée dans un premier temps, pour inventaire, à la galerie nationale d'Art moderne et contemporain (GNAM), puis remise telle qu'elle était conservée par Mario Praz, dans son logement. Le musée contient également sa bibliothèque. Ouvert au public en 1995, il est, dans un premier temps, la propriété du ministère des Biens et Activités culturels et du Tourisme italien puis, à partir de décembre 2014, il rejoint le pôle muséal du Latium.
Le musée napoléonien de Rome se trouve dans le même palais.

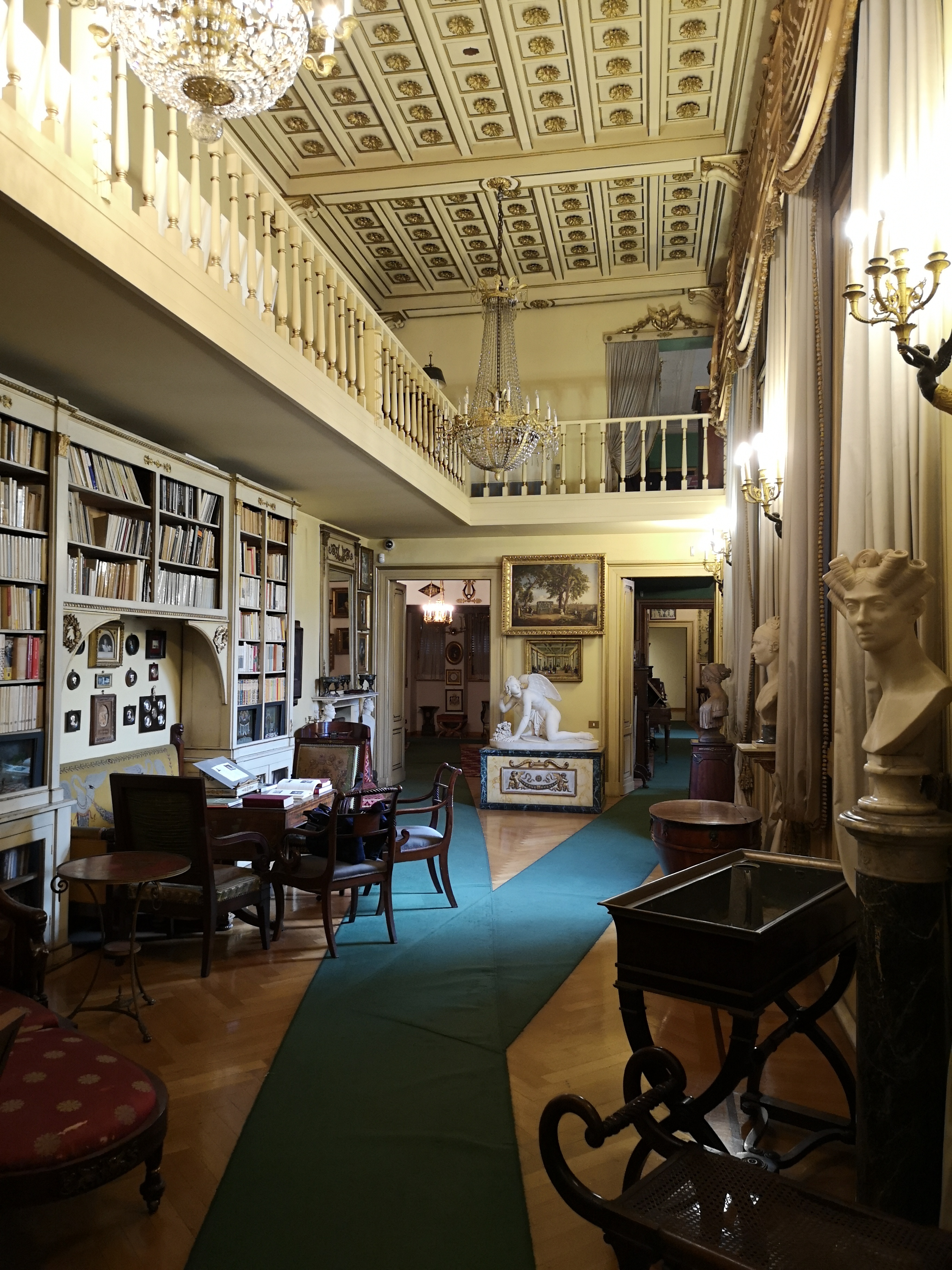
Vue de la galerie à l'entrée
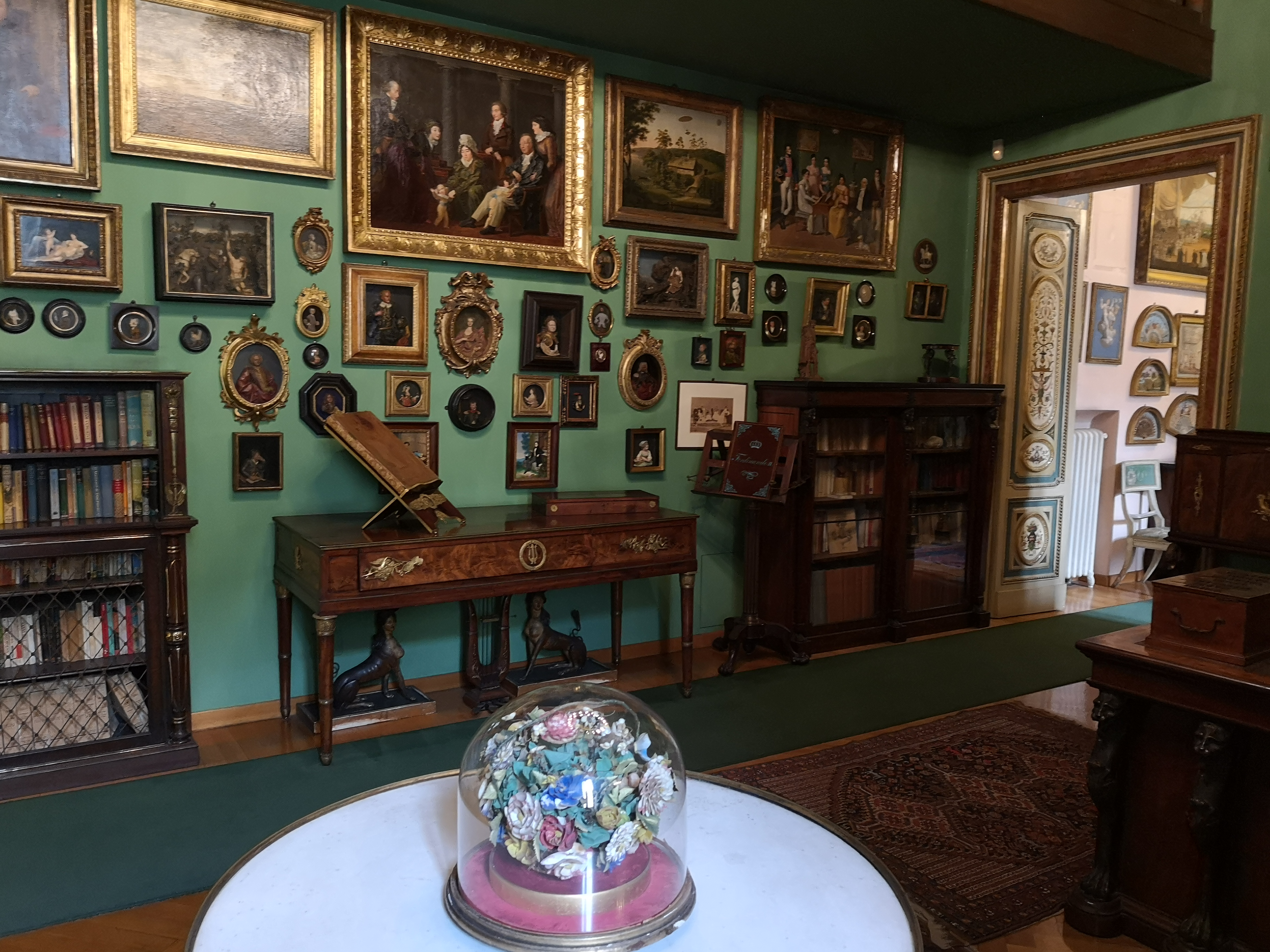
Le studio, avec des conversation pieces

## Collections

Quelques œuvres du musée
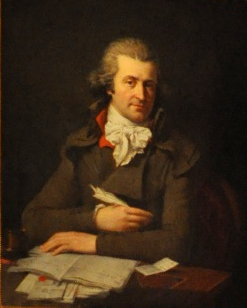
François-Xavier Fabre, Le négociant Ferrandy, 1793
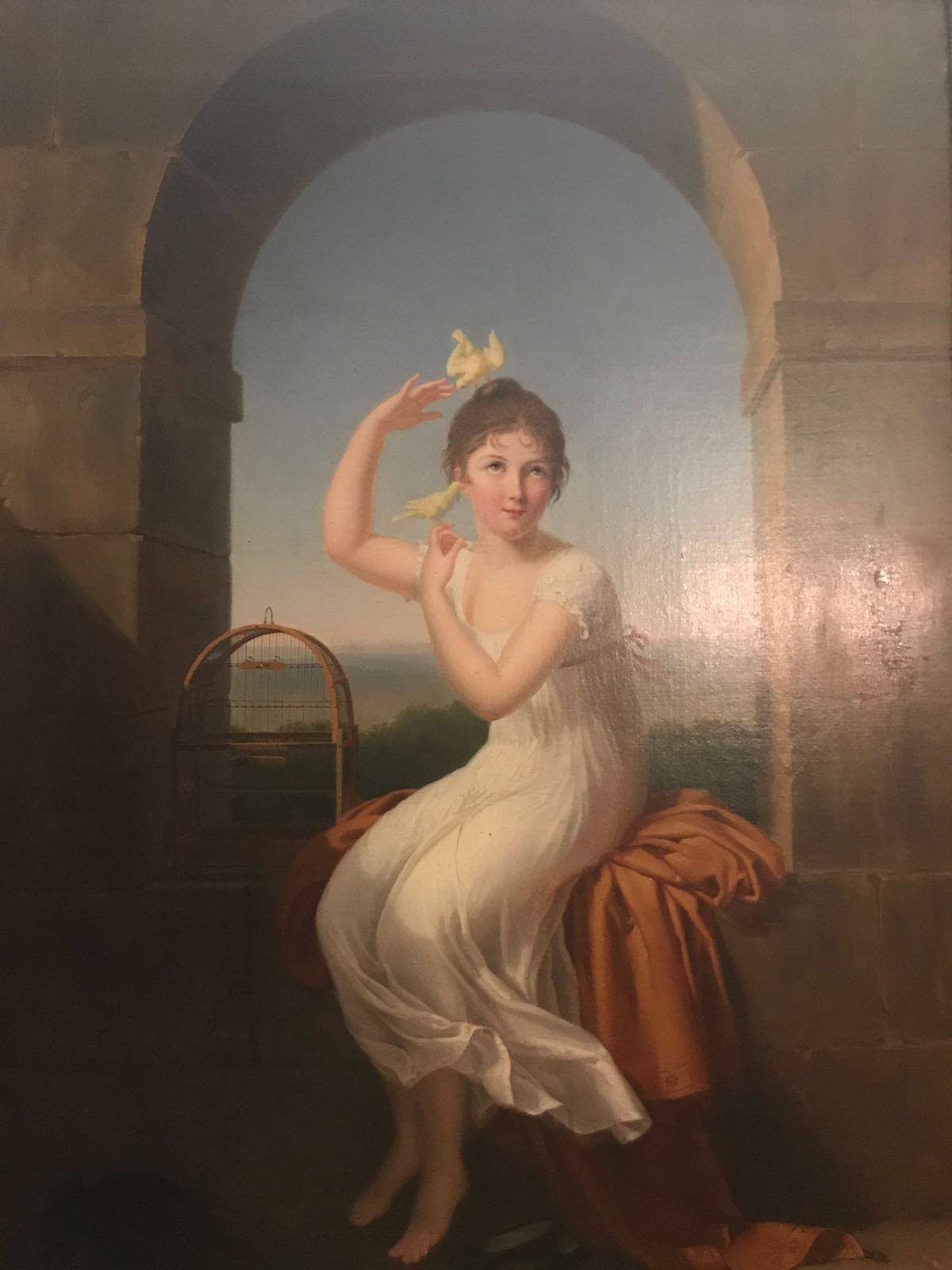
Jeanne-Élisabeth Chaudet, Une jeune fille jouant avec des serins, vers 1804
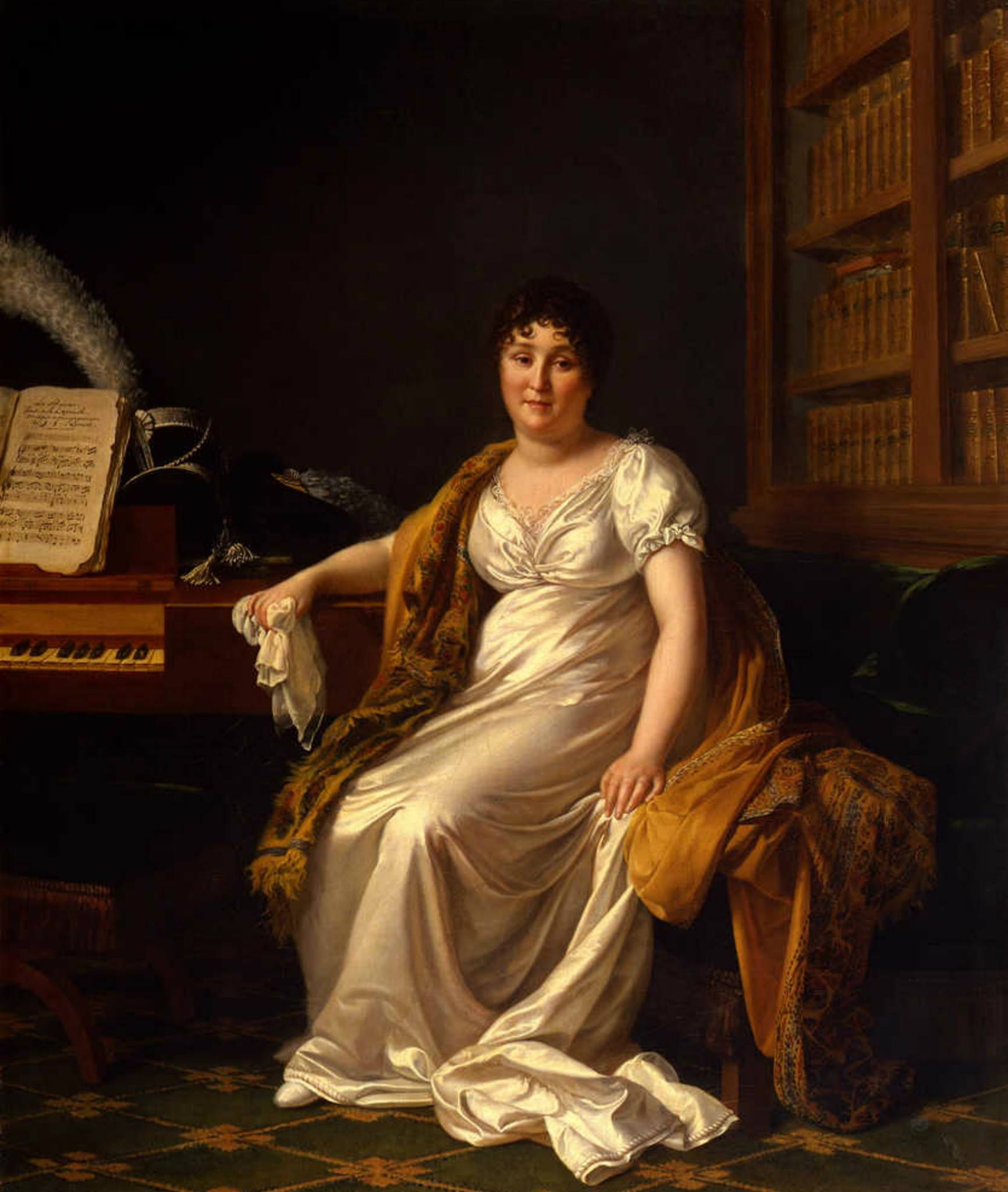
Henriette Lorimier, Sophie Regnault, 1809

## Source de la traduction
- (it) Cet article est partiellement ou en totalité issu de l’article de Wikipédia en italien intitulé « Museo Mario Praz » (voir la liste des auteurs).